# Gadol
Gadol ou godol (em hebraico:  גדול, plural: gedolim גדולים; literalmente "grande" ou "líder") é um termo usado por religiosos judeus para se referir ao mais reverenciado rabino da geração.

## Uso
O termo gadol hador refere-se ao "maior/melhor da geração", denotando um rabino que se presume ser ainda maior do que os outros. Outras variações do termo são Gadol Yisrael ou Gadol BeYisrael (plural: Gedolei Yisrael), que significa "o maior dos judeus".
Um título semelhante é Rashkebahag, que é um acrônimo para "Rabbon shel kol bnei hagolah" (O sábio e mestre de toda a diáspora judaica). Outro termo é Manhig Yisroel (plural: Manhigei Yisroel), literalmente "líder de Israel".
O título gadol hador geralmente é dado a apenas um sábio judeu por vez, enquanto o título "Rashkebahag" pode ser dado a alguns, e o termo Gedolei Yisrael refere-se coletivamente a todos os rabinos importantes na comunidade Haredi.
O termo é geralmente aplicado a líderes rabínicos desde a Primeira Guerra Mundial. Os principais rabinos de gerações anteriores são conhecidos como Rishonim ou Acharonim.

## Função
Na maioria das vezes, um gadol funciona como um rosh yeshiva (o chefe de uma escola talmúdica de yeshivá) e pode ser um Rebe chassídico. Um gadol é frequentemente também um posek (um decisor da Halaca — lei judaica) e pode ser o autor da literatura rabínica e responsa.
Os adeptos do judaísmo haredi frequentemente presumem que um gadol tem algum grau de ruach hakodesh ("espírito divino"); os ensinamentos e declarações do gadol, portanto, tornam-se o ponto crucial do Daas Torá.
O rabino Chaim Epstein proferiu a seguinte frase:
Nós não votamos em gedolim. Nós sabemos que alguém é um gadol se ele é aceito pelo mundo da Torá, se ele é aceito pelo lomdei Torá.

## Conceitos relacionados
Nos textos hebraicos haláchicos, gadol também é usado como um termo para um menino judeu que faz treze anos e é visto como um adulto quanto à sua obrigação de praticar os 613 mandamentos. Esta é a era do Bar Mitzvá. Quando uma menina judia atinge a idade de doze anos, de acordo com a lei judaica, ela é chamada de gedolá (a forma feminina de gadol).
Kohen Gadol refere-se aos sumos sacerdotes nos templos judaicos. Shabat Hagadol é o Shabat anterior à Páscoa.
No hebraico moderno, gadol como gíria é usado como uma interjeição para significar algo extremamente legal, fora deste mundo, soberbo, incrível, absurdamente engraçado ou hilário. Por exemplo, ao ouvir uma piada engraçada, alguém pode dizer: "Gadol!".
Na escrita inglesa, a palavra transliterada "gadol" geralmente se refere a um rabino proeminente.